# Ґамув
Ґамув (пол. Gamów, нім. Gammau) — село в Польщі, у гміні Рудник Рациборського повіту Сілезького воєводства.
Населення — 455 осіб (2011).
У 1975-1998 роках село належало до Катовицького воєводства.

## Демографія
Демографічна структура станом на 31 березня 2011 року:
|          | Загалом | Допрацездатний вік | Працездатний вік | Постпрацездатний вік |
| -------- | ------- | ------------------ | ---------------- | -------------------- |
| Чоловіки | 215     | 46                 | 138              | 31                   |
| Жінки    | 240     | 48                 | 137              | 55                   |
| Разом    | 455     | 94                 | 275              | 86                   |